# Salix acutifolia
Salix acutifolia es una especie de sauce perteneciente a la familia de las salicáceas. Es nativa de Sudamérica.

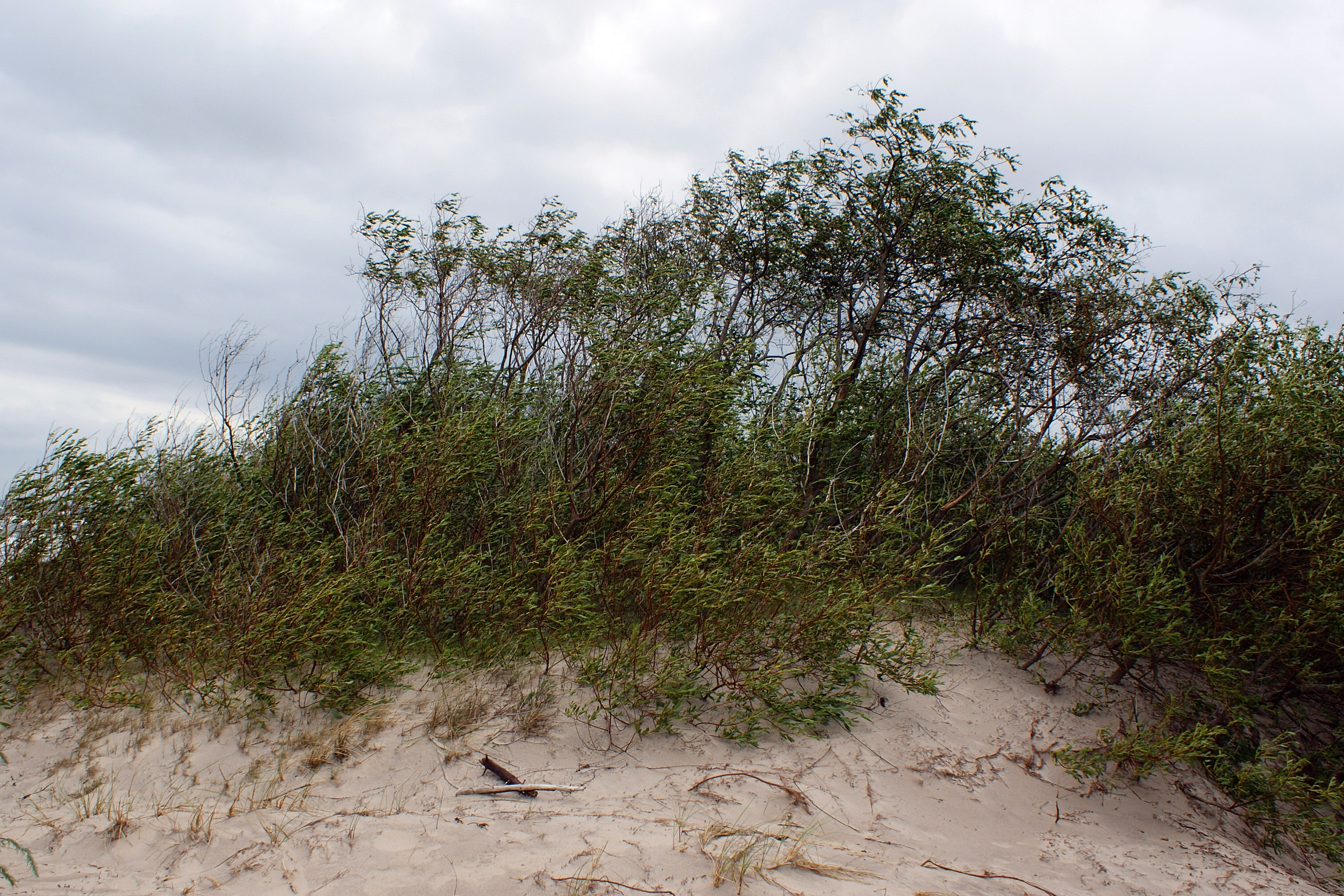
Vista de la planta

## Descripción
Es un árbol que se encuentra en los bosques secos de la Cordillera de los Andes a una altitud de 2500–3000 metros en Bolivia,(Cochabamba)

## Taxonomía
Salix acutifolia fue descrita por Carl Ludwig Willdenow y publicado en Species Plantarum. Editio quarta 4: 668, en el año 1805
Etimología
Salix: nombre genérico latino para el sauce, sus ramas y madera.
acutifolia: epíteto latino que significa "con hojas puntiagudas".